# Walther Modell 4
Die Pistole Walther Modell 4 ist eine Selbstladepistole die vom Waffenhersteller Carl Walther in Zella-Mehlis-St. Blasii hergestellt wurde.

## Geschichte
Die Pistole wurde von 1910 bis 1928 in verschiedenen Varianten hergestellt. Die Unterschiede zwischen den einzelnen Versionen sind relativ gering und eher optischer Natur wie zum Beispiel unterschiedliche Anzahl der Griffrillen am Schlitten oder verschiedene Texte auf dem Schlitten. Die Pistole wurde sowohl mit einer brünierten als auch mit einer vernickelten Metalloberfläche angeboten.
Die Pistole hat Hartgummigriffschalen.
Die Pistole wurde von der Polizei, Offizieren des Kaiserlichen Heeres, Offizieren der Reichswehr sowie von der Reichsbahnpolizei als Dienstwaffe geführt.
Nach dem Zweiten Weltkrieg wurde die Pistole von der Polizei in Bayern als Dienstwaffe geführt. Es wurden circa 275.000 Pistolen des Modell 4 hergestellt.